# Dmitri Zelenine
Pour les articles homonymes, voir Zelenine.
Dmitri Konstantinovitch Zelenine (en russe : Дмитрий Константинович Зеленин), né le 21 octobre 1878 (2 novembre dans le calendrier grégorien) à Liouk, ouiezd de Sarapoul dans le gouvernement de Viatka (aujourd'hui en Oudmourtie), mort le 31 août 1954 à Leningrad, est un linguiste, ethnographe, folkloriste et collecteur de contes russes.

## Biographie
Né dans la famille d'un modeste diacre, il est diplômé du Séminaire de Viatka, et en 1904 de la Faculté historico-philologique de l'Université de Tartu ; sa thèse porte sur les « éléments latins, romans et germaniques dans la langue russe jusqu'au XVe siècle ». Ses premières publications remontent à l'époque de ses études universitaires.  De 1906 à 1916, il est affecté par l'Académie impériale des Sciences à la rédaction du Dictionnaire de la langue russe. De 1900 à 1915, il publie des œuvres importantes sur la poésie et les dialectes russes. La plus grande partie de ses travaux est liée à sa région natale, avec laquelle il a conservé des liens scientifiques étroits. À partir de 1916, il dirige le Département de Langue et littérature russes de l'Université de Kharkov. En 1925, il devient professeur au Département d'Ethnographie de l'Université de Leningrad, et est élu membre correspondant de l'Académie des sciences de l'URSS. Il a été l'élève du philologue et historien Alekseï Charmatov, et a lui-même eu comme élèves Vladimir Propp, Vassily Struve, Vladimir Bogoraz ou encore Nina Gagen-Torn.
Il a dirigé la « Brigade européenne » de l'Institut d'Anthropologie et d'Ethnographie, constituée en 1938 pour définir la liste des nationalités qui devaient être reconnues officiellement par l'Union soviétique.[réf. nécessaire]

## Travaux scientifiques et récompenses
Scientifique de terrain, Zelenine a publié plus de 300 articles scientifiques au cours de sa carrière. Les recueils de contes collectés par lui (deux recueils, soit plus de 250 textes) ont joué un rôle de premier plan dans le développement de la folkloristique slave orientale, de même que ses réflexions sur la signification de la chanson populaire et les possibilités esthétiques du genre folklorique. Ses travaux ethnographiques sont consacrés principalement à la culture matérielle et aux croyances des Slaves orientaux, mais aussi aux populations de Sibérie orientale. Son œuvre a été reconnue en URSS aussi bien qu'à l'étranger. En 1946, il est élu membre étranger de l'Académie bulgare des sciences.
Il a été décoré notamment de l'Ordre du Drapeau rouge du Travail.
Zelenine est l'un des collecteurs de contes dont les ouvrages sont cités en référence par Vladimir Propp dans Les Racines historiques du conte merveilleux (Leningrad, 1946).

## Publications
(liste non exhaustive)
- (ru) Новые веяния в народной поэзии (Nouvelles tendances de la poésie populaire), Moscou, 1901
- (ru) Международный язык науки и культурных сношений (Le langage international de la science et des relations culturelles), Moscou, 1901.
- (ru)  Песни деревенской молодежи (Chansons de la jeunesse paysanne), Viatka, 1903
- (ru)  Великорусские говоры… (Les dialectes grand-russes…), Saint-Petersbourg, 1913
- (ru) Библиографический указатель русской этнографической литературы о внешнем быте народов России. 1700—1910 гг. (Index bibliographique de la littérature ethnographique russe au sujet de la vie quotidienne des peuples de Russie, 1700-1910), Saint-Petersbourg, 1913
- (ru) Великорусские сказки Пермской губернии (Contes grand-russes du gouvernement de Perm), Petrograd, 1914
- (ru) Великорусские сказки Вятской губернии (Contes grand-russes du gouvernement de Viatka), Petrograd, 1915
- (ru)  Очерки русской мифологии (Essais de mythologie russe), Petrograd, 1916
- (de) Russische (Ostslavische) Volkskunde, Berlin und Leipzig, de Gruyter, 1927 (en russe : Русская (восточнославянская) этнография)
- (ru) Культ онгонов в Сибири (Le culte des ongones en Sibérie), Moscou, Académie des Sciences d'URSS, 1936.
  - Traduit en français par Gustave Welter : (fr) Le culte des idoles en Sibérie, Paris, Payot, 1952.